# Limla
Limla è una suddivisione dell'India, classificata come census town, di 6.622 abitanti, situata nel distretto di Surat, nello stato federato del Gujarat. In base al numero di abitanti la città rientra nella classe V (da 5.000 a 9.999 persone).

## Geografia fisica
La città è situata a 21° 10' 25 N e 72° 42' 29 E.

## Società

### Evoluzione demografica
Al censimento del 2001 la popolazione di Limla assommava a 6.622 persone, delle quali 3.690 maschi e 2.932 femmine. I bambini di età inferiore o uguale ai sei anni assommavano a 727, dei quali 396 maschi e 331 femmine. Infine, coloro che erano in grado di saper almeno leggere e scrivere erano 4.988, dei quali 2.929 maschi e 2.059 femmine.